# Dampfbierbrauerei Zwiesel
L’Erste Dampfbierbrauerei Zwiesel est une brasserie à Zwiesel.

## Histoire
La première brasserie Zwiesel est fondée en 1889 par les frères Wolfgang, Josef et Michael Pfeffer. Après la mort de Wolfgang deux ans plus tard, sa veuve Anna doit déclarer faillite peu de temps après. Mais avant la fin de la faillite, l'huissier Josef Zwack, avec Josef et Michael Pfeffer, achètent l'intégralité de la propriété à la veuve. Après un incendie en 1898, à la reconstruction, l'entreprise est à nouveau entièrement familiale. Elle produit de la dampfbier selon sa propre recette.
Comme la forêt de Bavière n'est pas adaptée à la culture du blé, Pfeffer doit recourir à l'orge et, faute d'options de refroidissement, brasser une bière de fermentation haute. Au cours des décennies qui suivent sa création, la gamme de produits est adaptée à l'évolution du comportement des consommateurs, la bière d'origine disparaissant de la gamme au fil du temps. En 1989, la dampfbier est à nouveau brassée selon la recette originale et stockée dans les caves à bière historiques creusées profondément dans la roche.

## Production
Outre la dampfbier , la gamme de produits comprend également les bières Pfeffer Hell, Schmelzer Hoibe, Fahnenwickeler Export, Hefe Weißbier Hell, Hefe Weißbier dunkel, St. Wolfgang Leichte Weisse, Zwickl-Naturbier, Arber-Spezial, Stanzn Grump Dunkel, Nationalpark Pils et des bières de saison Sommertraum, Weihnachtsbock, Silvator et Festbier. Sont remplies à la fois dans des bouteilles à capsule et dans des bouteilles à bouchon mécanique.